# Rallicola extinctus
Rallicola extinctus é uma espécie extinta de piolho da família Philopteridae. É conhecido unicamente como parasita do pássaro huia (já extinto) e acredita-se que tenha sido extinguido junto com seu hospedeiro. Ele foi inicialmente classificado em seu próprio gênero, Huiacola, que significa "habitante do huia". Era endêmico da Ilha Norte da Nova Zelândia.